# Lili Taylor
Lili Anne Taylor (Glencoe, 20 de fevereiro de 1967) é uma atriz norte-americana. 
Taylor nasceu em Glencoe, Illinois e cresceu no subúrbio de Chicago. É filha de Parrk e Marie Taylor e a segunda mais nova de seis filhos. Três meninos e três meninas. Ela se descreve como sendo um moleque e diz que ela "sempre quis ser um menino." Lili diz que Glencoe é "um dos subúrbios mais ricos da América"), mas a família dela, ao contrário, não tinha um muito dinheiro. Desde que Lili diz que seu avô praticamente fundou a cidade de Glencoe, parece que a riqueza deve ter crescido em torno de sua família. A família Taylor vivia em uma casa bem proporcionada para coincidir com o grande número de crianças. Ela descreve sua infância em termos de ser caótico e ainda amar. 
Lilifoi indicada duas vezes aos prêmios Emmy Awards, um como melhor atriz em série dramática, pelo seu trabalho em Six Feet Under, e outro como Melhor atriz convidada em série dramática pela série The X-Files, e venceu o SAG Awards de Melhor elenco de série dramática graças ao seu desempenho na série Six Feet Under. Seu trabalho de maior reconhecimento foi no filme Invocação do mal, interpretando Carolyn Perron.

## Filmografia
- 2019 - Eli - Dra. Isabella Horn
- 2014 - Hemlock Grove - Lynda Rumancek
- 2013 - Blood Ties - Marie
- 2013 - Invocação do Mal - Carolyn Perron
- 2012 - Being Flynn - Joy
- 2009 - Atraídos pelo Crime - Angela
- 2009 - Inimigos Públicos - Sheriff Lillian Holley
- 2005 - Bettie Page - Paula Klaw
- 2005 - Factotum - Sem Destino
- 2003 - Casa dos Bebês - Leslie
- 2003 - Tempo de Protesto
- 2002 - Ao Vivo de Bagdá - Judy Parker
- 2001 - Anne Frank: the whole history - Miep Gies
- 2000 - Alta Fidelidade - Sarah
- 2000 - Procura-se um Amor em Barcelona - Ben Harris
- 1999 - A Casa Amaldiçoada - Nell
- 1998 - O Preço da Fama - Rorey W
- 1997 - Metrô de Nova York - Belinda (segment "The Listeners")
- 1996 - O Preço de um Resgate - Maris Conner
- 1996 - Um Tiro para Andy Warhol
- 1995 - Grande Hotel - Raven
- 1995 - The Addiction - Kathleen Conklin
- 1994 - Prêt-à-Porter - Fiona Ulrich
- 1993 - Arizona Dream - Um Sonho Americano - Grace Stalker
- 1993 - Short Cuts - Cenas da Vida - Honey Bush
- 1991 - Dogfight - Apostando no amor - Rose
- 1989 - Digam o Que Quiserem - Corey Flood
- 1989 - Nascido em 4 de Julho - Jamie Wilson - Georgia
- 1988 - Ela Vai Ter um Bebê - Garota no laboratório
- 1988 - Três Mulheres, Três Amores - Jojo